# J-P Wimille
J-P Wimille fue un fabricante de automóviles francés. La empresa, fundada por el piloto de carreras del mismo apellido, tan solo operó entre 1946 y 1950, viendo truncada su trayectoria con la muerte de su fundador. En este corto período de tiempo llegaron a construirse únicamente ocho unidades de la marca.

## Historia
El piloto de carreras Jean-Pierre Wimille fundó la compañía de producción de automóviles en París en 1946. La marca se denominó Wimille. En 1948 se presentó un vehículo en el Salón del Automóvil de París. Después de la muerte de Wimille en 1949, solo se fabricaron algunas unidades. La producción terminó en 1950. Se construyeron un total de aproximadamente ocho vehículos. 

## Producción
La compañía fabricaba coches deportivos cerrados de dos asientos con motor central, concepto con el que Wimille estaba entusiasmado. En el prototipo de 1946, se utilizaba un motor de cuatro cilindros del Citroën 11 CV, con 1911   cm³ de desplazamiento y 54 CV de potencia. Con este motor la velocidad máxima especificada era  de 150 km/h. 
Ford apoyaría el proyecto más adelante, proporcionando elmotor V8 del Ford Vedette, con 2158 cm³ de desplazamiento y una potencia de entre 60 y 66 HP. 

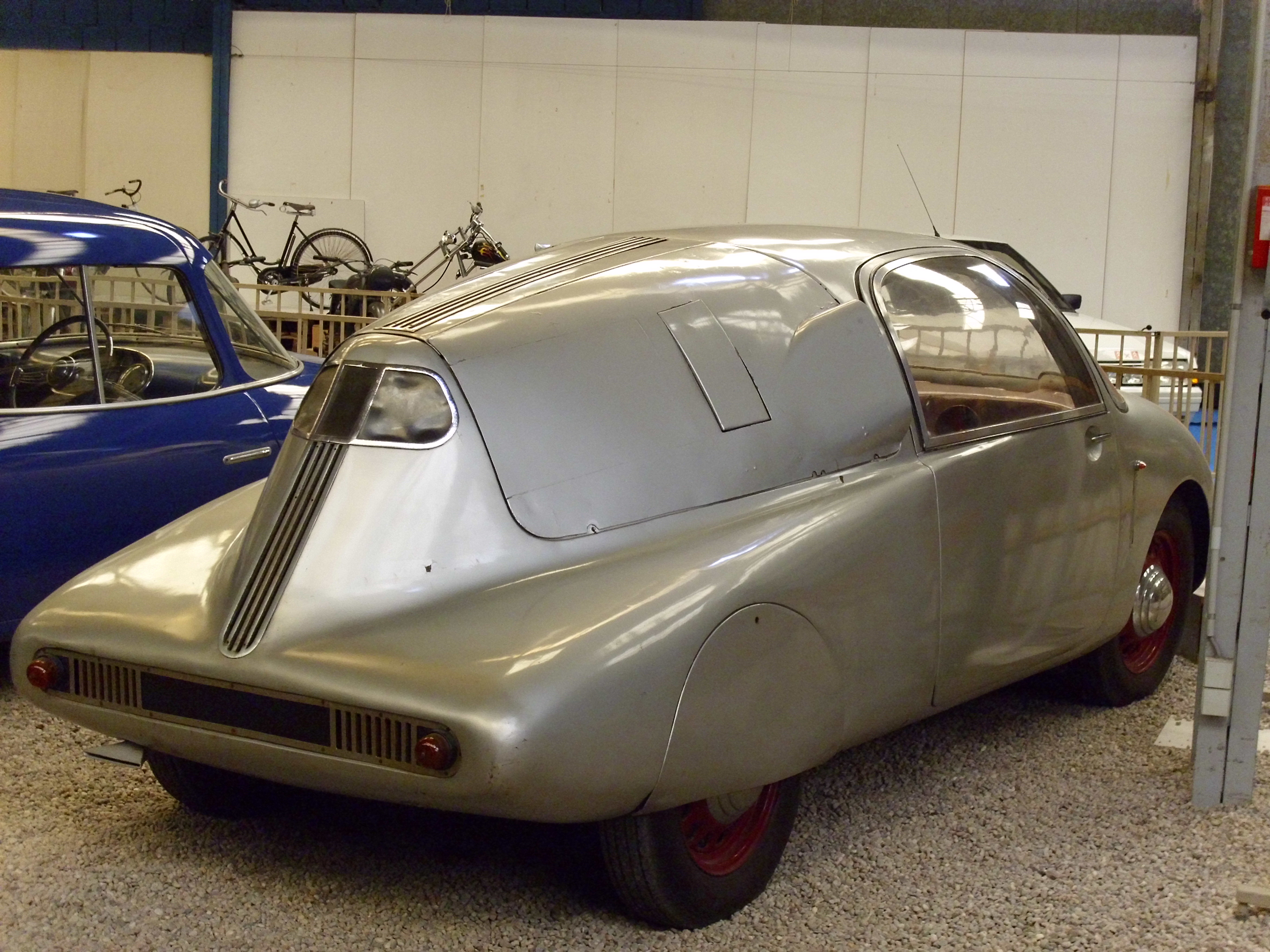
Wimille de 1946
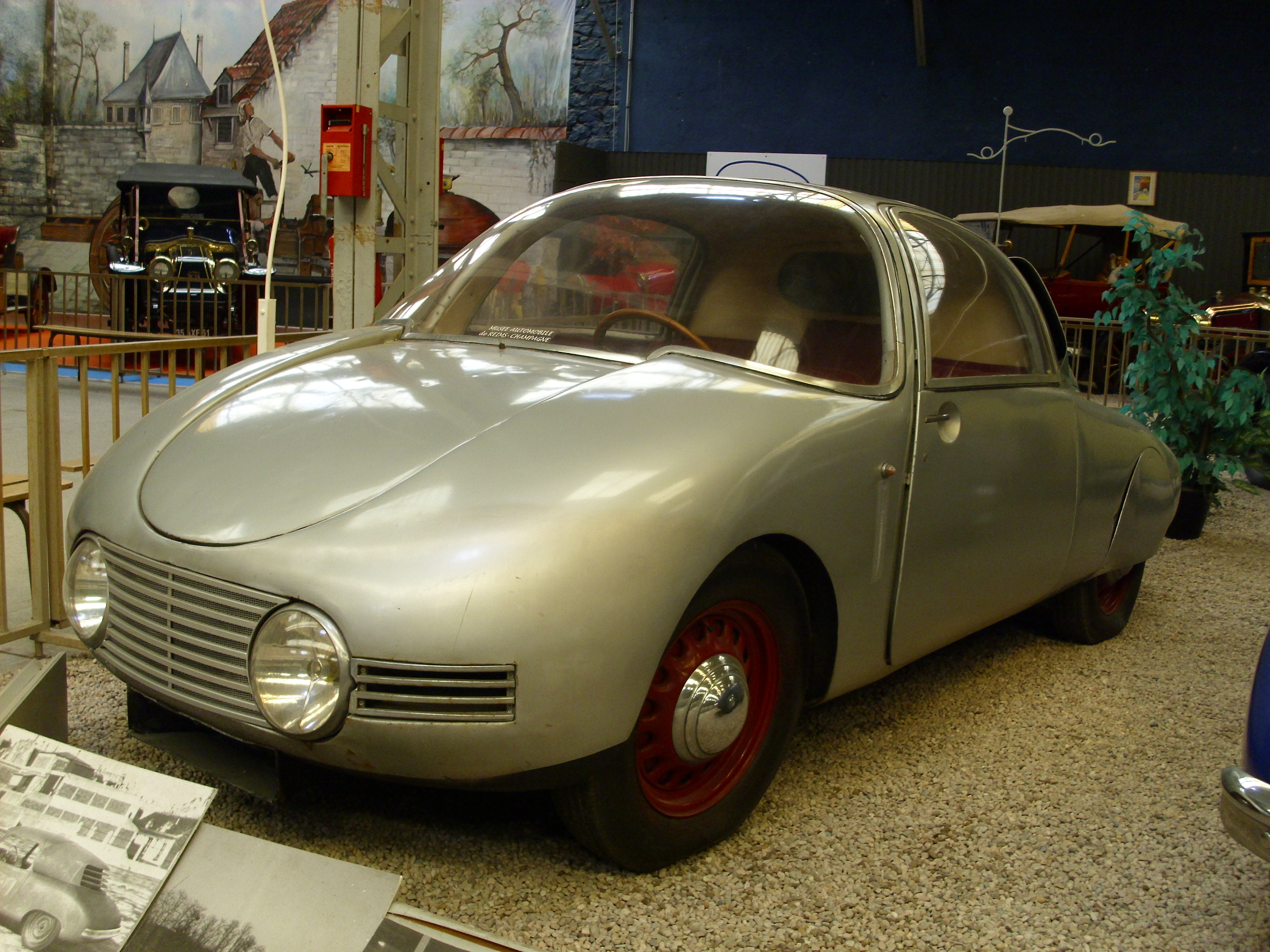
Wimille de 1946
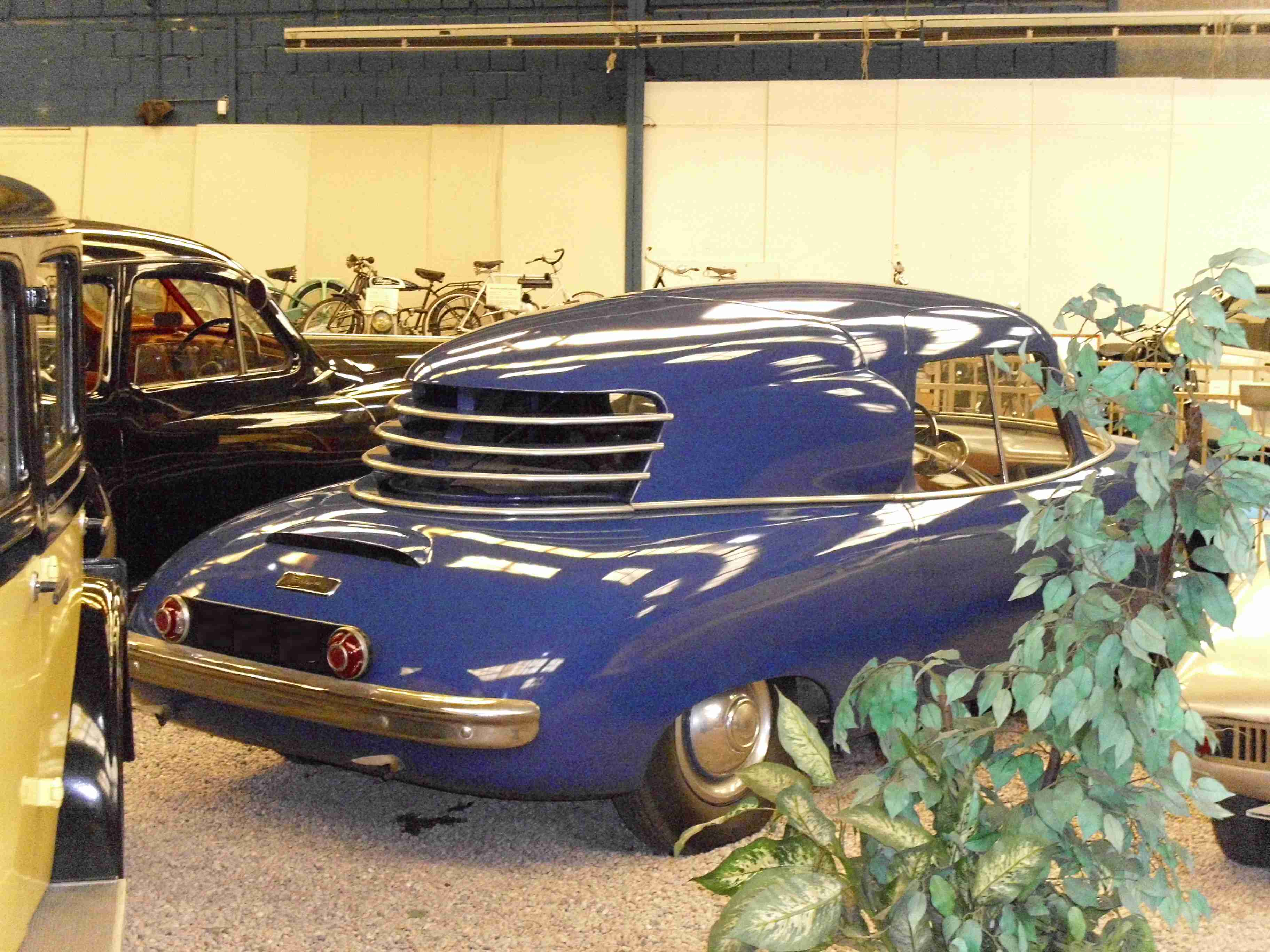
Wimille de 1947
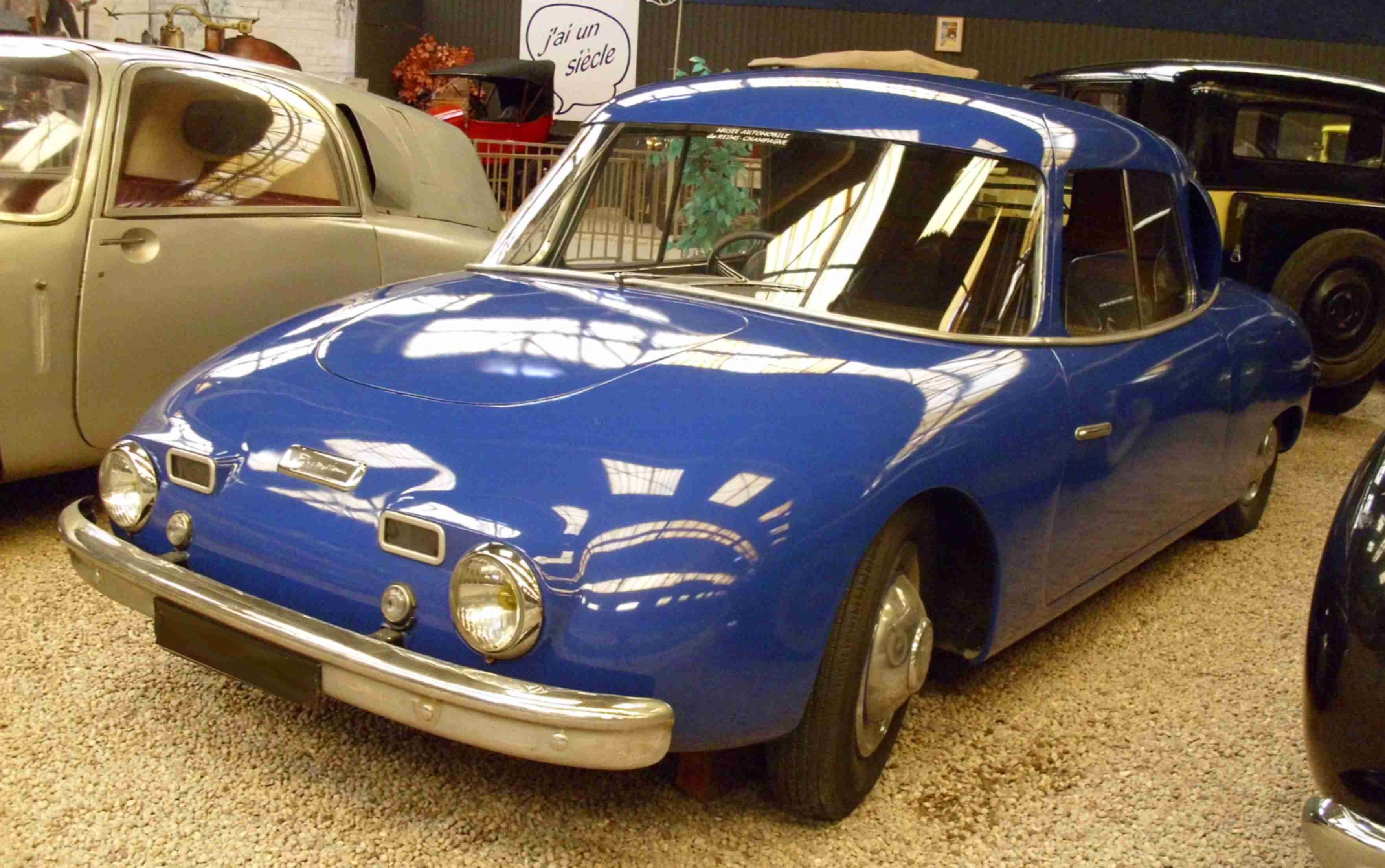
Wimille de 1947
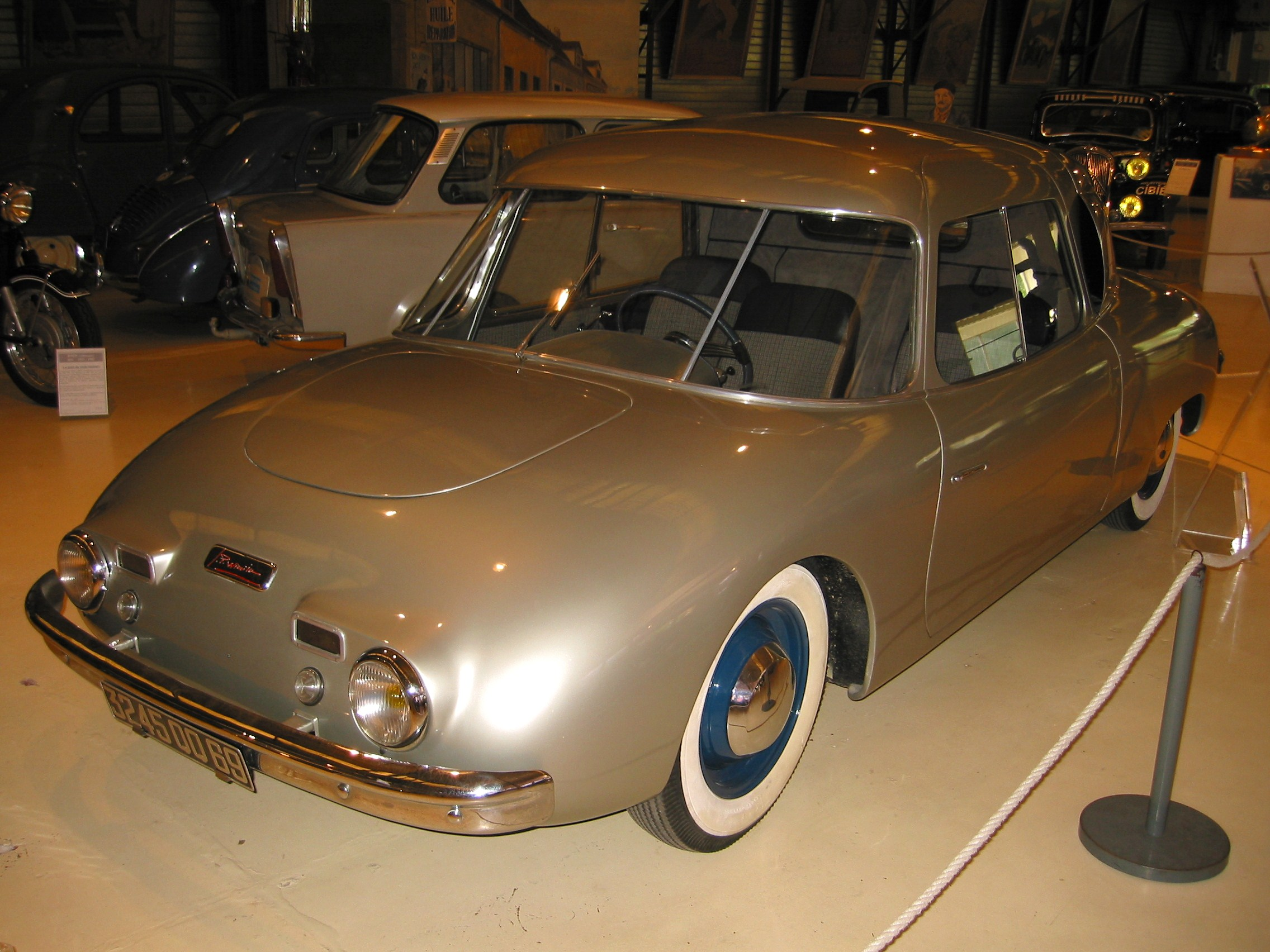
Wimille de 1948